# Château de Belpuig
Le château de Belpuig est un château situé sur la commune de Prunet-et-Belpuig dans le département des Pyrénées-Orientales sur la route reliant la vallée du Têt, à Bouleternère, et la vallée du Tech, à Palalda, au sommet de la colline des Aspres, dominant la chapelle de la Trinité. 

## Histoire
En 1240, Guillaume V, vicomte de Castelnou rend hommage pour ce château à Nunyo Sanche (en catalan Nuno Sanç), régent du Roussillon et de la Cerdagne.
En 1282, un accord est conclu entre Guillaume VI de Castellnou et Arnald de Saint-Marsal qui tient les châteaux de Saint-Marsal et de Belpuig pour le vicomte, au sujet des justices civiles et criminelles. Arnald de Saint-Marsal avait les justices civiles et criminelles sur les hommes habitant le château, autour du château.
En 1293, Arnald de Saint-Marsal comparait devant un juge pour un conflit avec Jacques d'Olers au sujet des pâtures et des droits de justice. Il est nommé châtelain par le roi d'Aragon au début du XIVe siècle.
Arnau Deç Banch doit faire construire une porte au château, en 1353. En 1363, le châtelain reçoit l'ordre de mettre en défense le château. Bartholomé Textor de Belpuig vend à Raymond Pugboger de Prunet et à Raymond Riusech de Boule-d'Amont deux rez-de-chaussée de bâtiments situés à l'intérieur des murs de Belpuig.
En 1373, Bérenger de Castelnou vend le château à André de Fenouillet (Andreu de Fenollet), vicomte d'Ille et de Canet.
Vers 1416, le château appartient à la famille Pau. Le roi lui demande de percevoir les redevances des troupeaux en transhumance vers le Vallespir.

## Description

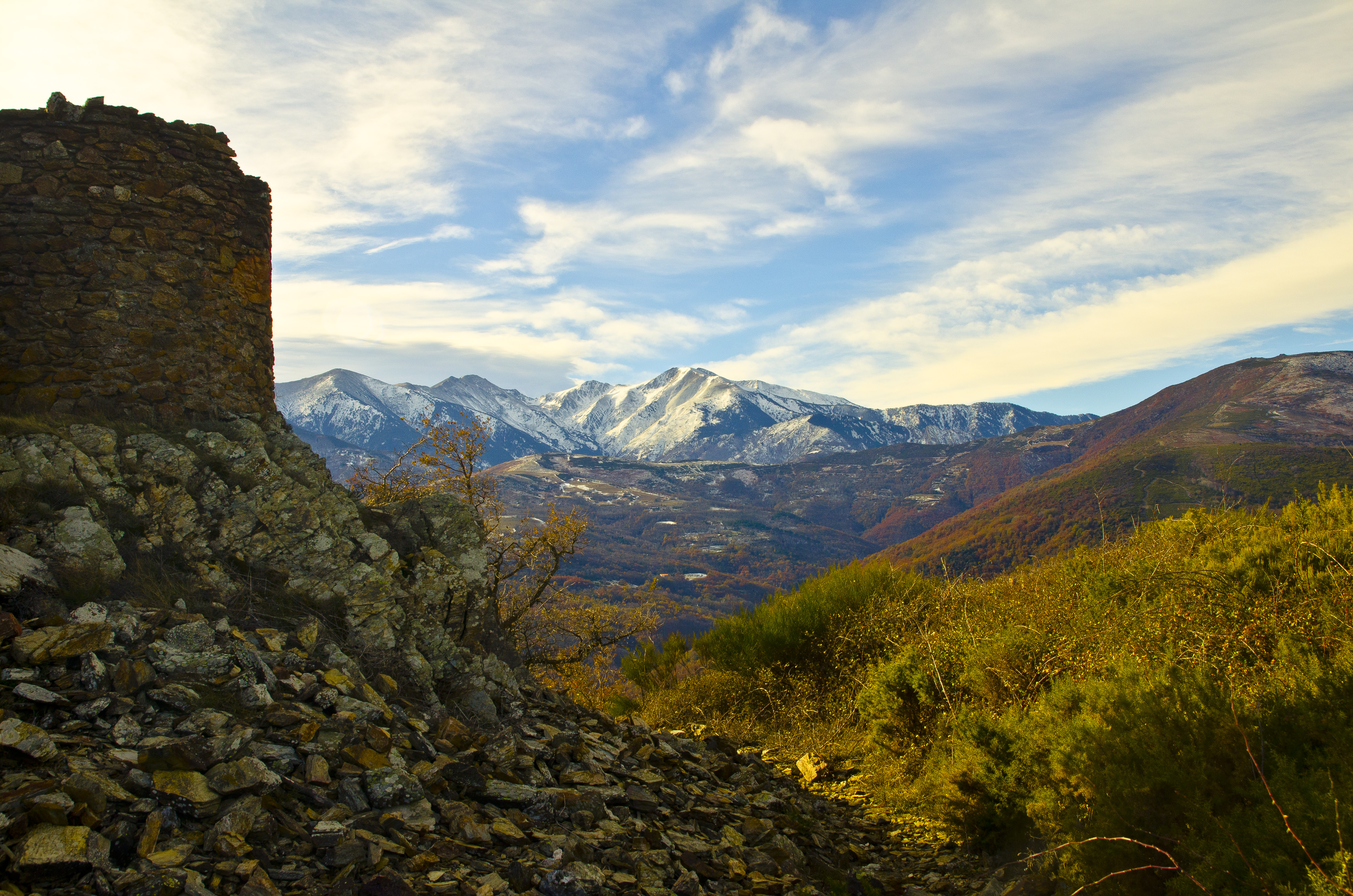
Le Canigou vu depuis le château.

Au cours du XIVe siècle, la population a l'obligation de se réfugier  dans l'enceinte du château avec leurs biens. Les habitants doivent en conséquence travailler à l'entretien des fortifications et participer à la garde.
Cette double fonction de protection du pays et de la population a conduit à la forme du château en deux parties :
- le château ou donjon servant au châtelain, réduit pentagonal percé d'une porte sur le mur sud donnant sur la seconde enceinte,
- une vaste enceinte polygonal renforcée par des tours ouvertes à la gorge qui servait à la population pour se protéger et ramener ses troupeaux.